# Retfærdighed (bibelsk sprog)
 For alternative betydninger, se Retfærdighed. (Se også artikler, som begynder med Retfærdighed)
Retfærdighed bruges i Bibelen om tilstanden uden synd og betyder nærmest moralsk godhed. Retfærdighed kan defineres som det, der er i overensstemmelse med en bestemt norm. En sådan norm kan for eksempel være et bud i Moseloven. Den retfærdige handler i overensstemmelse med Guds vilje.
Retfærdiggørelse er Guds nådeshandling over for det menneske (den troende), som han frelser: Dette menneske er ikke retfærdigt i kraft af sit eget væsen eller sine egne handlinger, men Gud regner det for at være retfærdigt i kraft af sin nåde.

## Retfærdighed og synd
”Retfærdighed” kan forstås ud fra sin modsætning ”synd”. Synd er netop at handle i strid med Guds vilje. Ifølge Første Mosebog var byen Sodoma kendt for, at der var en ”meget stor” synd i den. (Første Mosebog, kap. 18,20) Derfor ville Gud udrydde indbyggerne i den. Men Abraham sagde til Gud: ”Vil du virkelig udrydde retfærdige sammen med uretfærdige? Måske er der halvtreds retfærdige i byen. Vil du så virkelig udrydde dem og ikke tilgive stedet på grund af de halvtreds retfærdige, som er i den?” (1. Mosebog, kap 18,23-24) Også i evangelierne forstås retfærdighed på denne måde: ”Men søg først Guds rige og hans retfærdighed, så skal alt det andet gives jer i tilgift.” (Matthæusevangeliet, kap. 6,33) "Jeg er ikke kommet for at kalde retfærdige, men syndere til omvendelse." (Lukasevangeliet, kap. 5,32)

## Retfærdiggørelse
Hos Paulus bruges ordet ”retfærdighed” i en speciel sammenhæng. Paulus forudsætter, at Jesus Kristus ved sin død på korset har lidt den straf, som de mennesker, der tror på Jesus Kristus, egentlig skulle have lidt på grund af deres synder. Der er således tale om en stedfortrædende soning. Derved bliver de troende retfærdige. Der er tale om en skænket retfærdighed. De troende er stadig syndere i sig selv - i kraft af deres eget væsen - med de regnes ikke længere for at være syndere, fordi synden er blevet udvisket i kraft af Kristi stedfortrædende soning. Derfor taler Paulus om retfærdiggørelse. De troende er ikke retfærdige i sig selv, men gøres retfærdige i kraft af Kristi stedfortrædende soning. Og retfærdiggørelsen er en betingelse for frelsen.
Betingelsen for, at denne tilregnede retfærdighed kan træde i kraft for det enkelte menneske, er, at dette menneske tror på Jesus Kristus:
”Men nu er Guds retfærdighed åbenbaret uden lov, bevidnet af loven og profeterne, Guds retfærdighed ved tro på Jesus Kristus for alle, som tror.” (Romerbrevet, kap. 3,21-22)
”For hvis du med din mund bekender, at Jesus er Herre, og i dit hjerte tror, at Gud har oprejst ham fra de døde, skal du frelses. For med hjertet tror man til retfærdighed, med munden bekender man til frelse.” (Romerbrevet, kap. 10,9-10)
Martin Luther overtager Paulus´ tanke om den tilregnede retfærdighed; se Martin Luther#Frelsen ved troen alene.